# عبدالرحمان دامفا
عبدالرحمان دامفا (انگلیسی: Abdou Rahman Dampha؛ زادهٔ ۲۷ دسامبر ۱۹۹۱) بازیکن فوتبال اهل گامبیا است.
از باشگاه‌هایی که در آن بازی کرده است می‌توان به باشگاه فوتبال نوشاتل زاماکس، باشگاه فوتبال نانسی، و باشگاه ورزشی آمیان اشاره کرد.
وی همچنین در تیم‌های ملی فوتبال زیر ۲۰ سال گامبیا و گامبیا بازی کرده است.